# Liste der Kreisstraßen im Landkreis Kitzingen
Die Liste der Kreisstraßen im Landkreis Kitzingen ist eine Auflistung der Kreisstraßen im bayerischen Landkreis Kitzingen mit deren Verlauf. 

## Abkürzungen
- BA: Kreisstraße im Landkreis Bamberg
- KT: Kreisstraße im Landkreis Kitzingen
- NEA: Kreisstraße im Landkreis Neustadt an der Aisch-Bad Windsheim
- St: Staatsstraße in Bayern
- SW: Kreisstraße im Landkreis Schweinfurt
- WÜ: Kreisstraße im Landkreis Würzburg

## Liste
Nicht vorhandene bzw. nicht nachgewiesene Kreisstraßen werden in Kursivdruck gekennzeichnet, ebenso Straßen und Straßenabschnitte, die unabhängig vom Grund (Herabstufung zu einer Gemeindestraße oder Höherstufung) keine Kreisstraßen mehr sind.
Der Straßenverlauf wird in der Regel von Nord nach Süd und von West nach Ost angegeben.
| Nr. KT | Verlauf |
| ------ | --- |
| KT 1   | – Markt Einersheim – Mönchsondheim – St 2418 – Nenzenheim – Landkreisgrenze – (NEA 42 im Landkreis Neustadt an der Aisch-Bad Windsheim) |
| KT 2   | St 2418 in Nenzenheim – Landkreisgrenze – (NEA 32 im Landkreis Neustadt an der Aisch-Bad Windsheim) |
| KT 3   | St 2418 in Dornheim – Fischhof – Landkreisgrenze – (NEA 29 im Landkreis Neustadt an der Aisch-Bad Windsheim) |
| KT 4   | St 2272 in Kaltensondheim – Landkreisgrenze – (WÜ 16 im Landkreis Würzburg) |
| KT 5   | St 2418 – Tiefenstockheim – KT 16 – KT 55 – St 2419 in Markt Herrnsheim |
| KT 6   | KT 11 in Castell – Wüstenfelden – St 2421 |
| KT 7   | (WÜ 5 im Landkreis Würzburg) – Landkreisgrenze – Euerfeld – KT 28 – Schernau – St 2270 |
| KT 8   | KT 27 in Buchbrunn – in Kitzingen |
| KT 9   | Albertshofen – St 2272 in Kitzingen |
| KT 10  | St 2260 in Volkach – KT 29 – Dimbach – Reupelsdorf – KT 45 – St 2272/St 2420 in Wiesentheid |
| KT 11  | St 2271 – KT 29 – Gerlachshausen – Stadtschwarzach – Stephansberg – Haidt – Kleinlangheim – St 2272 – Wiesenbronn – St 2420 – Trautberg – Castell – KT 6 – St 2421 in Greuth                                                               |
| KT 12  | St 2271 in Hörblach – Großlangheim – St 2272 – St 2420 – Rödelsee – in Mainbernheim |
| KT 13  | in Kitzingen – Hoheim – Fröhstockheim – St 2420 in Rödelsee |
| KT 14  | St 2272 – St 2420 in Wiesenbronn |
| KT 15  | /St 2421 in Rüdenhausen – KT 58 – Abtswind – KT 59 – KT 24 – Rehweiler – KT 51 – Langenberg – St 2260 in Geiselwind |
| KT 16  | – Willanzheim – St 2419 – KT 5 in Tiefenstockheim |
| KT 17  | KT 20 – Martinsheim – KT 20 in Martinsheim – Unterickelsheim – |
| KT 18  | St 2271/St 2418 in Marktbreit – Gnodstadt – |
| KT 19  | – Iphofen – in Birklingen |
| KT 20  | St 2271 in Enheim – Martinsheim – KT 17 – Gnötzheim – KT 21 – Holzmühle – Wässerndorf – KT 26 – St 2418 in Iffigheim |
| KT 21  | St 2418 in Obernbreit – Barthsmühle – Winkelhof – KT 20 – Holzmühle – Gnötzheim – Landkreisgrenze – (NEA 44 im Landkreis Neustadt an der Aisch-Bad Windsheim)                                                                              |
| KT 22  | – Biebelried – KT 54 – St 2272 – Westheim – Landkreisgrenze – (WÜ 1 im Landkreis Würzburg) |
| KT 23  | in Kitzingen – Sickershausen – St 2420 – Michelfeld – St 2271 in Marktbreit |
| KT 24  | St 2272/St 2420 in Wiesentheid – KT 58 – Untersambach – KT 15 in Abtswind |
| KT 25  | St 2270 – Neuses am Berg – KT 31 – in Dettelbach |
| KT 26  | KT 20 in Wässerndorf – St 2419 in Seinsheim |
| KT 27  | – Buchbrunn – KT 8 – St 2270 in Mainstockheim |
| KT 28  | KT 7 in Euerfeld – Bibergau – |
| KT 29  | St 2271 – Nordheim am Main – KT 30 – Sommerach – KT 57 – KT 11 |
| KT 30  | St 2260 – Escherndorf – KT 31 – KT 29 in Nordheim am Main |
| KT 31  | St 2260 in Astheim – Escherndorf – KT 30 – Köhler – KT 25 in Neuses am Berg |
| KT 32  | (WÜ 58 im Landkreis Würzburg) – Landkreisgrenze – Mainfähre – Fahr – KT 34 – KT 35 – Gaibach – St 2271 – Landkreisgrenze – (SW 37 im Landkreis Schweinfurt)                                                                                |
| KT 33  | St 2271 in Gaibach – Stettenmühle – St 2274 in Obervolkach |
| KT 34  | (WÜ 62 im Landkreis Würzburg) – Landkreisgrenze – Fahr – KT 32 – St 2271 in Volkach |
| KT 35  | (SW 36 im Landkreis Schweinfurt) – Landkreisgrenze – Öttershausen – KT 32 |
| KT 36  | St 2260 – KT 37 in Rimbach |
| KT 37  | (SW 41 im Landkreis Schweinfurt) – Landkreisgrenze – Krautheim – St 2274 – Rimbach – KT 36 – KT 39 – Järkendorf – St 2260 in Eichfeld |
| KT 38  | (SW 44 im Landkreis Schweinfurt) – Landkreisgrenze – Järkendorf – KT 39 – in Stadelschwarzach |
| KT 39  | KT 37 in Rimbach – Järkendorf – KT 38 – KT 40 in Brünnau |
| KT 40  | (SW 45 in Landkreis Schweinfurt) – Landkreisgrenze – Brünnau – KT 39 – /St 2420 in Neuses am Sand |
| KT 41  | KT 42 in Bimbach – Landkreisgrenze – (SW 46 in Landkreis Schweinfurt) |
| KT 42  | (SW 42 im Landkreis Schweinfurt) – Landkreisgrenze – KT 41 – Bimbach – KT 43 – |
| KT 43  | KT 42 – Landkreisgrenze – (SW 47 im Landkreis Schweinfurt) |
| KT 44  | St 2272 in Altenschönbach – Landkreisgrenze – (SW 49 im Landkreis Schweinfurt) |
| KT 45  | St 2260 in Laub – KT 10 |
| KT 46  | St 2260 in Prichsenstadt – St 2272 in Kirchschönbach |
| KT 47  | (SW 50 im Landkreis Schweinfurt) – Landkreisgrenze – Ebersbrunn – KT 48 – Landkreisgrenze – (BA 7 im Landkreis Bamberg) – Landkreisgrenze – Füttersee – St 2258 – Ilmenau – KT 53 – KT 49 – Landkreisgrenze – (BA 44 im Landkreis Bamberg) |
| KT 48  | KT 47 in Ebersbrunn – St 2260 in Gräfenneuses |
| KT 49  | KT 47 in Ilmenau – Burggrub – Holzberndorf – St 2260 in Wasserberndorf |
| KT 50  | St 2260 in Hutzelmühle – Hohnsberg |
| KT 51  | KT 15 in Rehweiler – Dürrnbuch – St 2257 |
| KT 52  | (NEA 45 im Landkreis Neustadt an der Aisch-Bad Windsheim) – Landkreisgrenze – ohne Ort, ohne Abzweig einer klassifizierten Straße – Landkreisgrenze – (NEA 45 im Landkreis Neustadt an der Aisch-Bad Windsheim)                            |
| KT 53  | (BA 44 im Landkreis Bamberg) – Landkreisgrenze – KT 47 in Ilmenau |
| KT 54  | (WÜ 64 im Landkreis Würzburg) – Landkreisgrenze – KT 22 – Biebelried |
| KT 55  | KT 5 in Tiefenstockheim – St 2418 in Iffigheim |
| KT 56  | St 2420 – Schwanberg |
| KT 57  | KT 29 in Sommerach – St 2271 – KT 10 |
| KT 58  | KT 24 in Wiesentheid – KT 15 in Abtswind |
| KT 59  | KT 15 in Abtswind – St 2421 in Greuth |